# Desmond Baidjoe
Desmond Baidjoe (Goirle, 7 februari 1995) is een Nederlandse radio-dj.

## Loopbaan
Baidjoe begon zijn radiocarrière bij de Lokale Omroep Goirle en presenteerde onder meer programma's bij Glow FM, Studio040 en Kermis FM. Na het afronden van zijn vwo startte Baidjoe in juni 2014 bij Radio 538, na het interne opleidingstraject gevolgd te hebben. Hier presenteerde hij aanvankelijk het nachtprogramma, maar was later ook te horen tijdens de vroege ochtendprogramma's op zaterdag en zondag. Sinds december 2019 verving Baidoe Bas Menting, die op zijn beurt de geschorste Radio 538-dj Daniël Lippens verving.
In augustus 2020 werd bekend dat Baidjoe stopt met zijn werkzaamheden voor Radio 538 en voortaan de ochtendshow van Dolfijn FM op Curaçao gaat presenteren. In februari 2022 maakte hij zijn vertrek bij Dolfijn FM bekend.